# Onyx ferox
Onyx ferox är en rundmaskart som först beskrevs av E. Ditlevsen 1921.  Onyx ferox ingår i släktet Onyx och familjen Desmodoridae. Inga underarter finns listade i Catalogue of Life.